# ウィングボディ

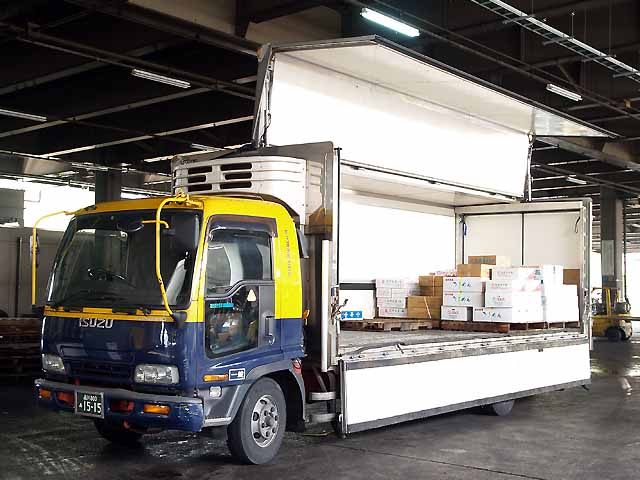
保冷バンのウィングを開けた状態

ウイングボディまたはウイングボディー (Wing body) は貨物自動車の荷台形状のひとつ。「箱車」と呼ばれるバンボディの側面を跳ね上げて、トラックの左右両側からの荷役を可能とした構造。側板と天井の一部を組み合わせた扉を跳ね上げた状態が鳥が翼を広げた姿を連想させるため、ガルウイング車、側面開閉車と称されることもある。その扉自体をウイングまたは翼と呼ぶ事もある。
通常のバンボディと同様に観音開きのバックドアを有するもののほか、自動車産業でサプライヤーと組み立て工場の間を往復するウイング車には、フォークリフトでの荷役に特化してバックドアを省略したものがある。

## 概要
もともとバンボディでは荷台の後ろに扉があるが、奥までぎっしり積み込まなければ効率が悪い。側面にも扉を設けて車の横からも荷物を積めるようにしたバンボディもあるが、中に荷役作業員や運転手が入ってしまうと荷物に阻まれて外に出られなくなる恐れがある。そのためフォークリフトを用いてパレットに載せた荷物を隙間なく積むためには側面がすべて開くボディが要求されていた。一方で平ボディでは側面と後ろのあおり戸を開いて荷物を隙間なく積むことができるが、走行中の荷物の飛散や水濡れなどに対処するため幌付きにしたり、ゴム引きシートで覆ったりする必要がある。
この二律相反する条件の両立がウィングボディの開発につながる。

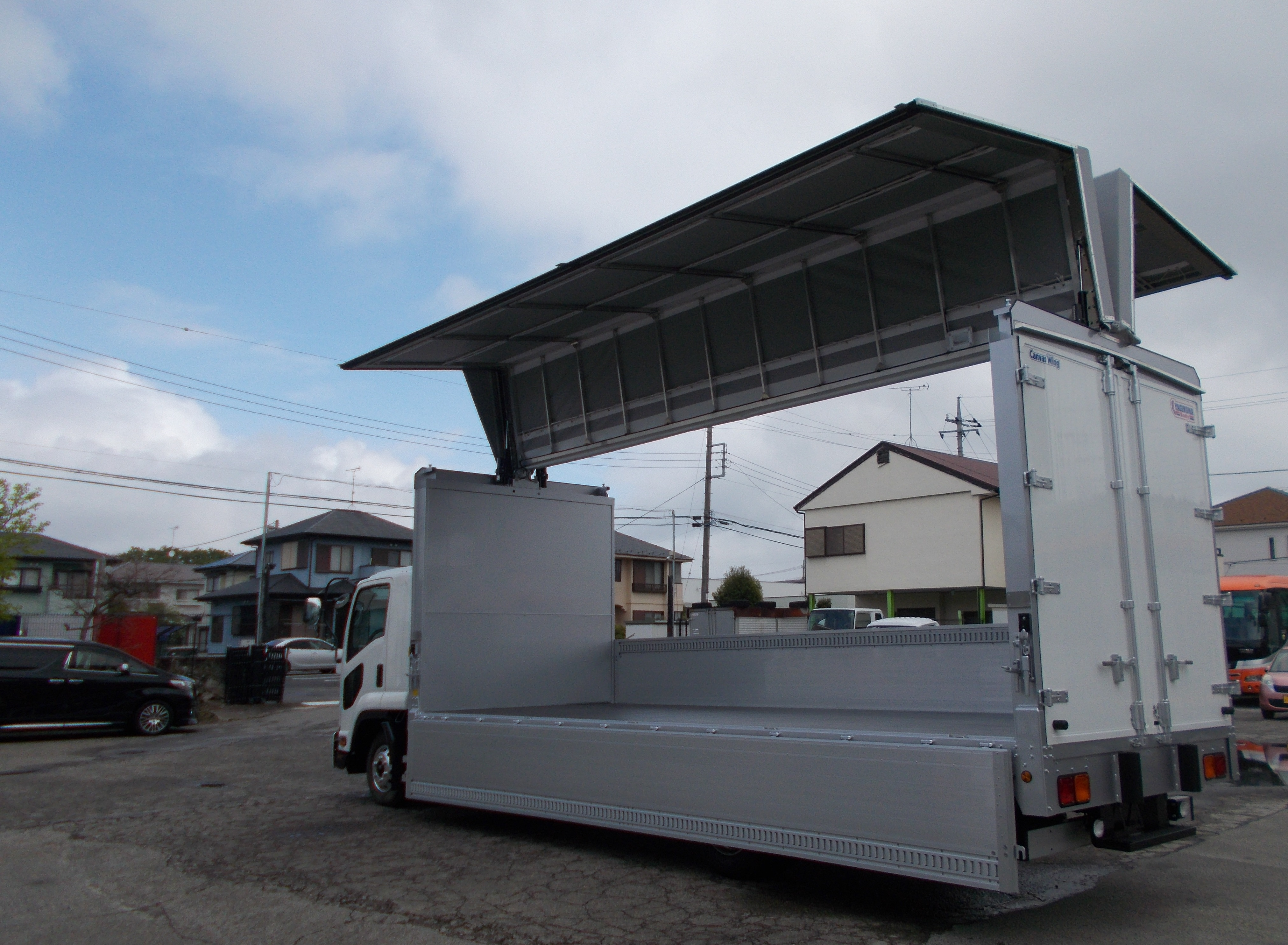
ウィング部に幌（キャンバス）を使用したウィングボディ

構想のベースとなったのは1960年代の東京モーターショーに出展されていた「省力化トラック」というコンセプトカーで、これが元となり、1970年代にパブコと日本フルハーフから製品化され、積載効率や合理性が評価された結果、日本国内の多くの架装メーカーが追随したことで普及した。
保冷車や冷凍車でもウィングボディが採用されており、この場合は冷気が逃げないように各部の剛性を高めて気密性を向上させている。
アルミパネルの代わりに幌を使用して最大積載量を多く取ったウィングボディもある。

## 構造

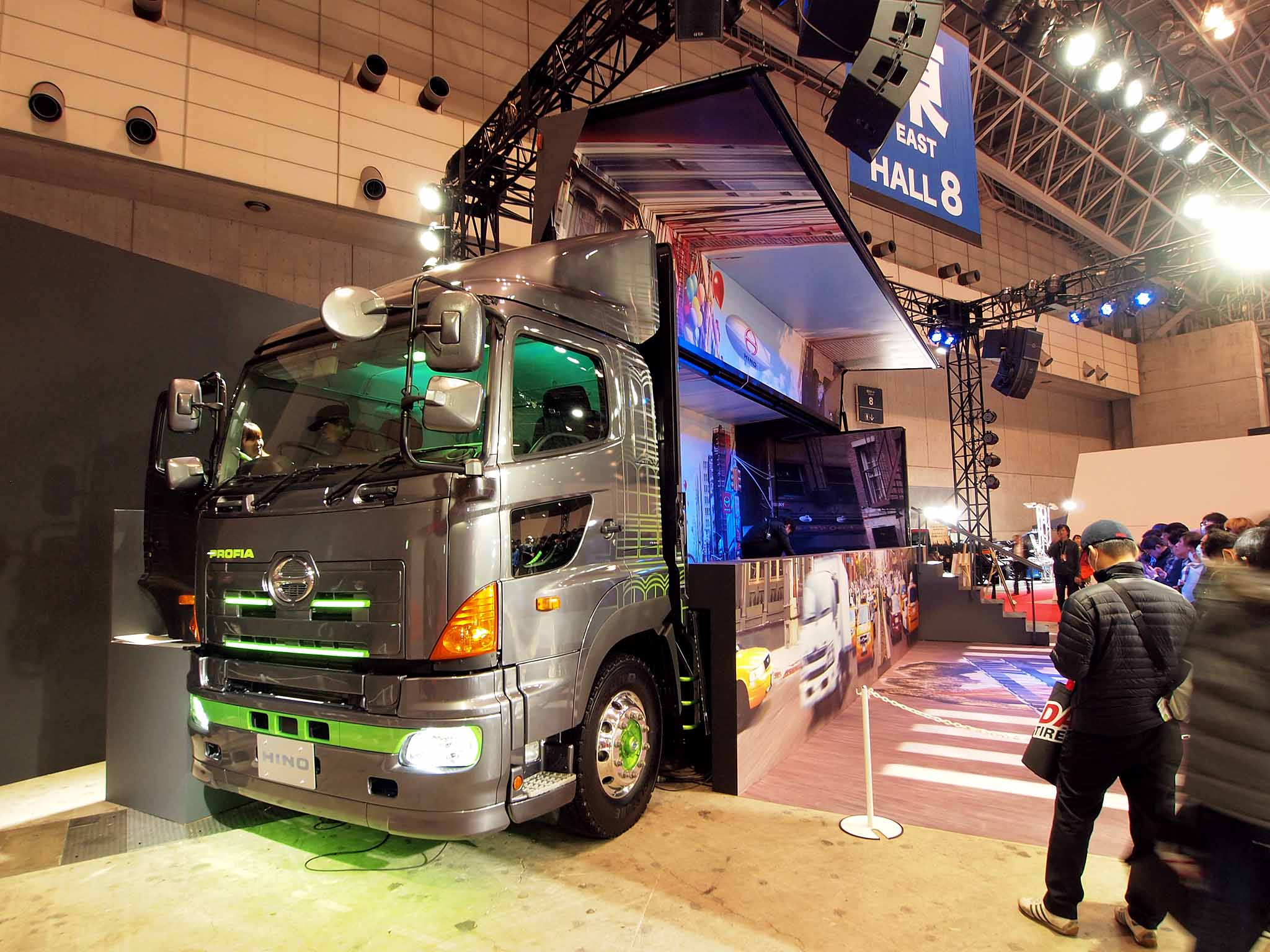
ウィングボディを展開して舞台として用いる例

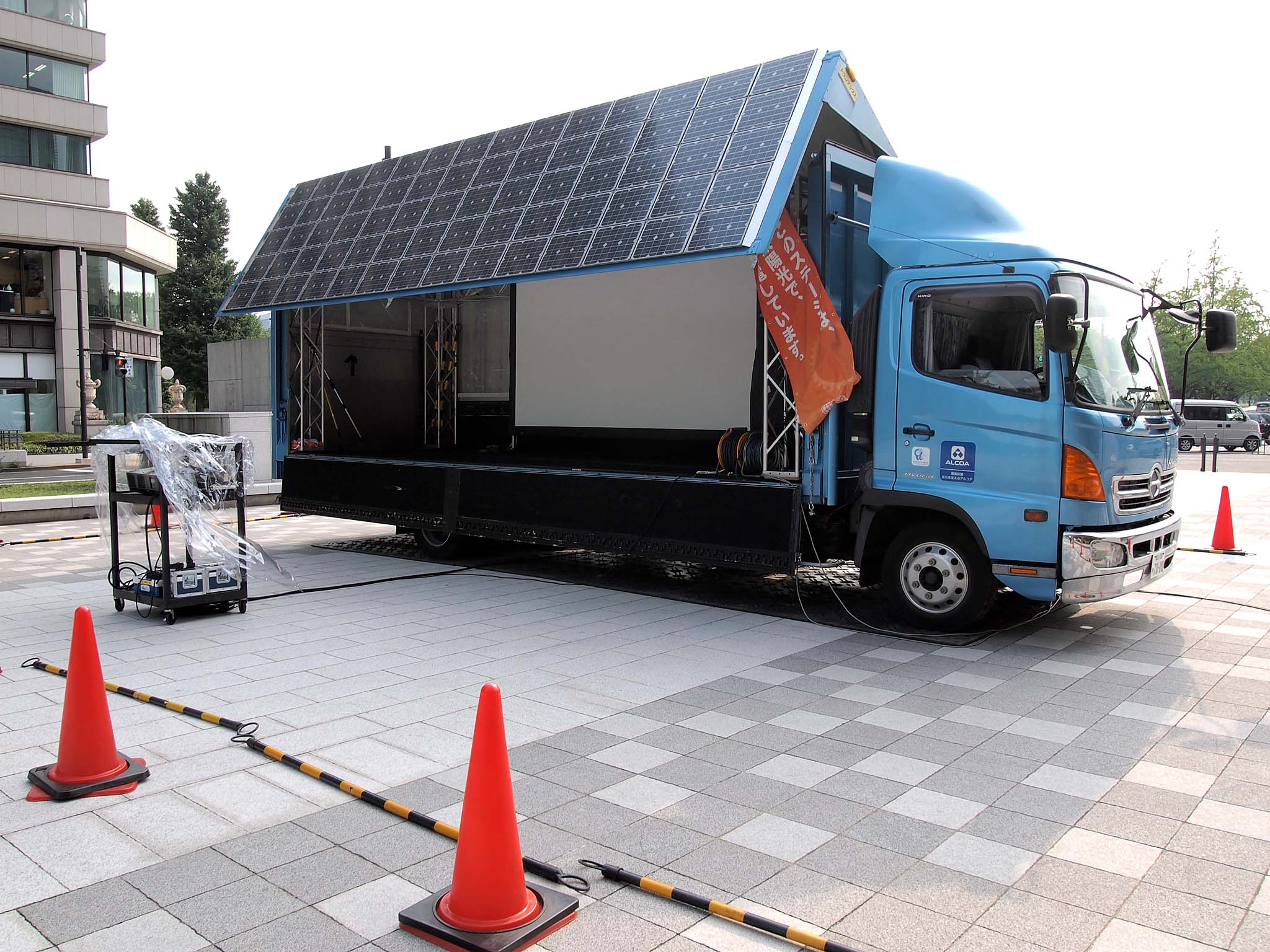
ウィングボディを用いた太陽電池電源車

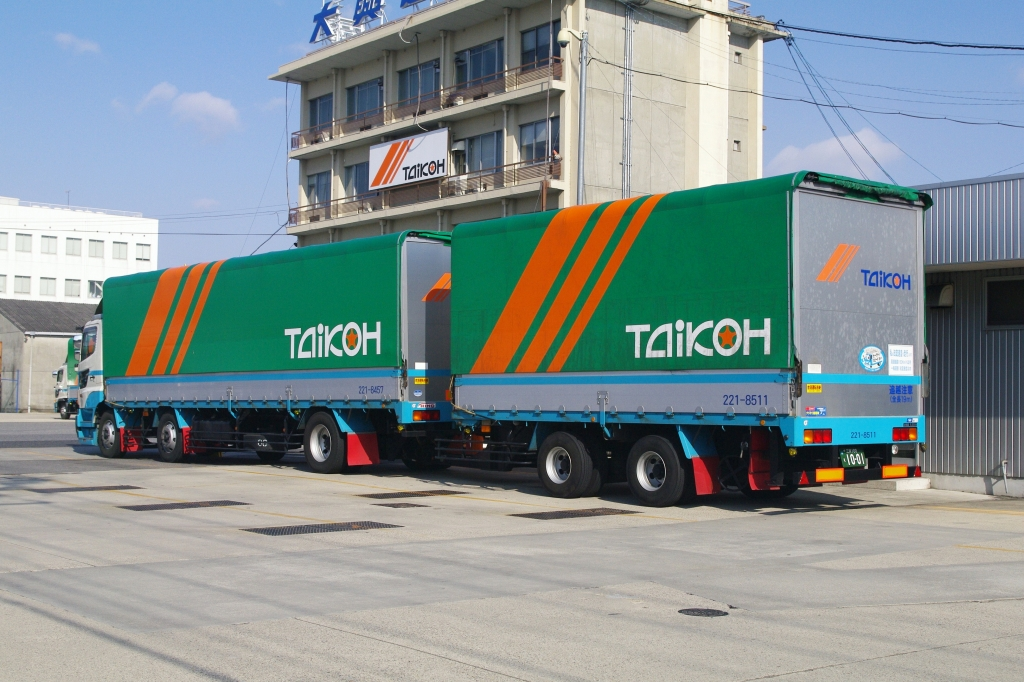
ウィング部分に幌を用いた例
大興運輸が所有するバックドアの無いセンターアクスル式フルトレーラー

現在主流のウィングボディでは、バンボディの側面を上下に2分割し、下半分は平ボディのあおり戸のように下に開き、上半分は屋根と一体で開閉するものが多い。上半分は電動油圧または電気モーター、または紐・ロープによる人力で開閉する。中には下半分が上に折り畳まって開くものや、側面のみが開くものもある。これにより
- 側面から積む場合は前後方向に隙間なく荷物を積むことができる
- 後ろからでは長すぎるサイズの荷物を積むことができる（高さは天地方向の開口寸法に影響される）

といったメリットが生まれた。
従来の90度しか開かないウィングボディでは平ボディのようにクレーンによる荷物の吊り下げに対応できなかったが、片側の上半分の展開角度を135度程度にして真上からの吊り下げに対応する「オーバーウィング」と呼ばれるタイプもある。
荷台の側面が開く構造を活かして、通常の貨物輸送のほか、トラックが乗り入れできる場所でのイベントでは荷台を簡易的な舞台として使うことがあり、80ちゃん号など放送局の公開収録に特化した特装車もある。変わったところではウィングの外板に太陽電池パネルを装着して、太陽光発電による電源車として活用する試みが見られる。
しかし、
- 駐車場所に側面の扉を全開にできるための高さや幅が必要
- ボディの強度と剛性が従来のバンに比べて低い

という課題もある。
素材はアルミニウム合金が主体だが、軽量化のために幌を用いたり、近年は炭素繊維強化プラスチック（FRP）を採用したりする例もみられている。

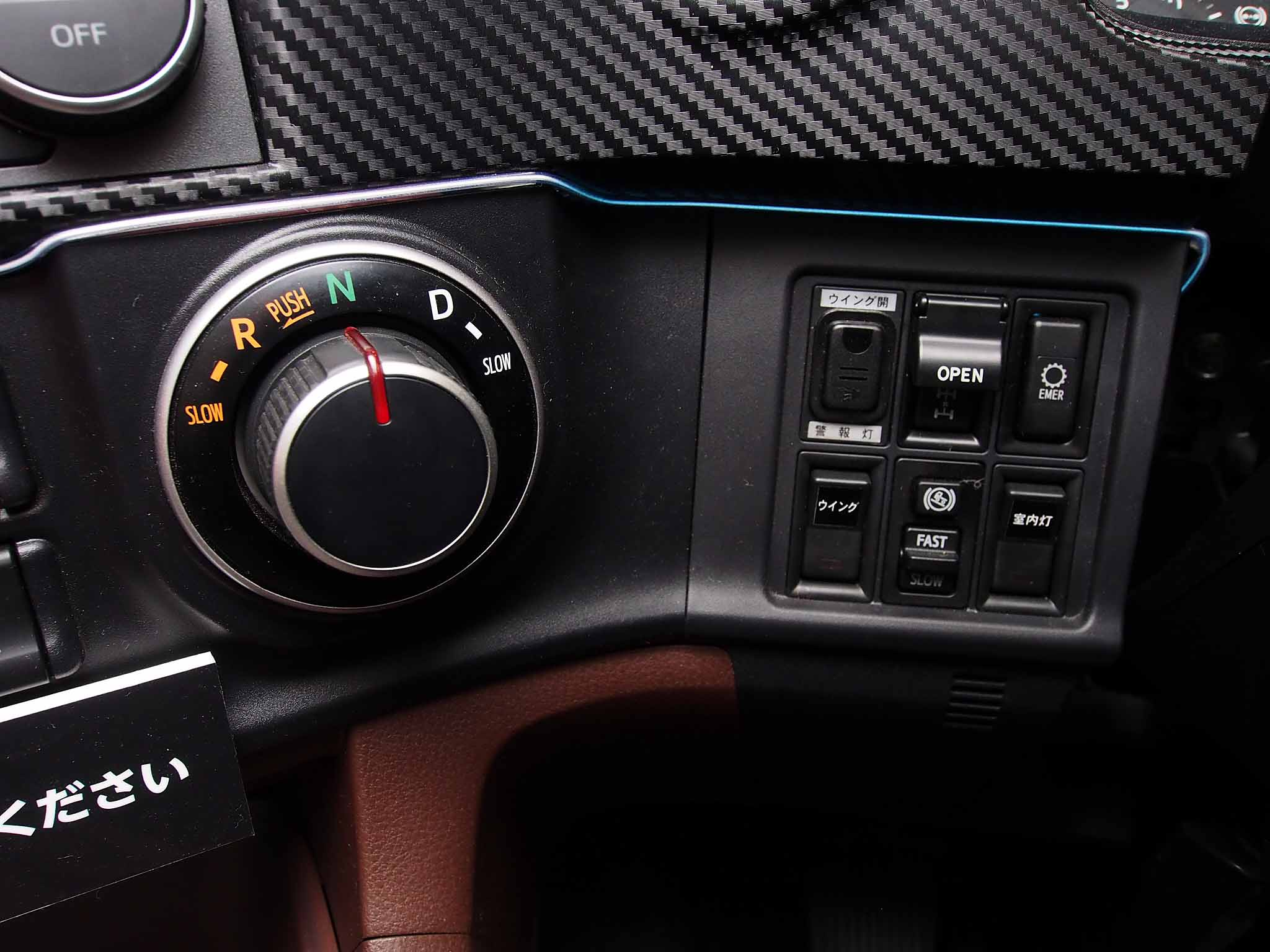
運転席に備えられたウィングボディのマスタースイッチと警告灯

ウイングを開けたままトラックを走行させて接触事故を起こす事が多いことから、近年はエンジンキーがOFFの位置にないとウイングの開閉操作を行えないようにした安全装置（インターロック）が装備されている。また、ウイングを開けたままエンジンを始動させようとしてもエンジンはかからず、インターロックと連動した警報装置が作動して運転手に注意を促すものもある。

## 主なメーカー
- パブコ
- 日本フルハーフ
- 日本トレクス
- 東邦車輛
- トランテックス
- 小平産業
- 浜名ワークス
- 北村製作所
- 山田車体工業（ヤマダボデー）
- SGモータース（佐川車体）
- 矢野特殊自動車
- 東洋ボデー
- 柳沼ボデー工場